# 廉租房
廉租房是中国大陆地区推行的一项旨在解决城市贫困人口的住房的保障措施。

## 与经济适用房的异同
与中国的另一项住房保障措施经济适用房相比，在经营方式、目标对象、房源等方面有以下不同：
- 廉租房只租不售，而经济适用房用于出售。
- 经济适用房房源为新建住房，而廉租房房源多样化，包括新建住房、空置楼盘、改造危房、老旧公房等。
- 廉租房面向城市特困人口出租，只收取象征性的房租；而经济适用房通过土地、税收政策扶持、控制建筑标准、限制利润等手段降低建筑成本，面向买不起商品房的城市居民低价市场价格销售。

## 案件

### 公租房加價轉租案
2018年8月30日媒體報導我爱我家、中天置地等兩間房仲公司涉嫌將政府用以照顧平民的公租房，非法轉租，在一案例中北京1700元转租漲价至4900元，這種轉租行為本身是非法，公租房原有租戶意圖做此二房東生意時，房仲公司應該嚴詞拒絕，卻沒想到同流合汙，共同炒作租金。
朝阳区公共租赁住房发展运营中心在新聞爆出後已就该情况展开调查，但在記者臥底報導中，在朝阳区南沙滩东路，北京诚园公租房项目名為綠城的住宅樓中，有我爱我家房仲公然帶人看房，視法律如無物，此建案单间建筑面积33-51平方米不等，房東為朝阳区房屋管理局第二管理所，相關資料都公示在一樓的大布告欄上，沒有不知情的可能。
8月23日，臥底记者以租房名义咨询我爱我家南沙滩店的人员，其主动表示，此前的确出租了2套位于公租房的开间，月租金在5000元人民幣左右。該員工還介紹違法操作方法，已出租的两套公租房，都是我爱我家向原租户租下后再转租给租客的，租客将每月租金交给我爱我家，而非原租户。被質疑違法時員工則回答「偷偷租就好，基本不會有人來查，真有人查你就說是原租戶的親戚或朋友」，臥底至中天置地詢問時也得到同樣答案，而链家和麦田地产則是嚴詞表示公租房出租是違法，可見還是有守法的房仲。
其觸犯住建部颁布的《公共租赁住房管理办法》明确规定的兩條罰則：
- 公租房承租人不得转借、转租或擅自调换房、不得改变用途，无正当理由也不得连续6个月以上闲置。如果违反规定，承租人应当退回公租房，按市场价补缴租金，另处以3万以下罚款，五年内不得再次申请公租房。[2]
- 房地产经纪机构及其经纪人员不得提供公租房出租、转租、出售等经纪业务，否则将由主管部门责令限期改正，并记入房产经纪信用档案；对房地产经纪人员，处1万元以下罚款；对房地产经纪机构，取消网上签约资格，处以3万元以下罚款。